# L'Aimée
Pour plus de détails, voir Fiche technique et Distribution.
L'Aimée est un documentaire français, réalisé par Arnaud Desplechin, sorti en 2007. Le film est présenté à la 64e Mostra de Venise le 1er septembre 2007 avant sa sortie parisienne au Cinéma du Panthéon le 14 novembre 2007.

## Synopsis
Arnaud Desplechin filme son père Robert, son frère Fabrice et ses neveux dans la maison familiale de Roubaix à la veille de la vente de celle-ci. Le réalisateur interroge son père sur son enfance, le lien à sa mère Thérèse morte de la tuberculose dans sa petite enfance, et les relations familiales des Desplechin en lien avec la maison héritée de Roubaix. Le film est la deuxième expérience « documentaire » du cinéaste après le travail sur Léo, en jouant « Dans la compagnie des hommes » et Unplugged, en jouant « Dans la compagnie des hommes ». Le film contient de nombreux éléments de repère permettant de décoder les autres films du cinéaste (La Vie des morts ; Léo, en jouant « Dans la compagnie des hommes » ; Esther Kahn, ainsi que les films à venir, notamment Un conte de Noël). Il fournit ainsi diverses clefs (maison familiale, architecture urbaine, cimetière, conversation entre père et fils, etc.) facilitant l'accès à son univers cinématographique et biographique.

## Fiche technique
- Titre original : L'Aimée
- Réalisation : Arnaud Desplechin
- Photographie : Caroline Champetier
- Son : Sophie Laloy et Claire-Anne Largeron
- Montage : Laurence Briaud
- Musique : Grégoire Hetzel
- Société de Production : Why Not Productions
- Producteurs : Aude Cathelin, Lucie Borleteau, Grégoire Jeudy et Sarah Leres[1]
- Durée : 66 minutes
- Pays :  France
- Langue : français
- Date de sortie : 
  - Italie : 1er septembre 2007 (lors du Festival du film de Venise)
  - France : 14 novembre 2007

## Distribution
- Arnaud Desplechin
- Robert Desplechin
- Fabrice Desplechin

## Accueil de la critique
Pour Les Inrocks, qui tracent un parallèle original avec Sueurs froides (Vertigo) d'Alfred Hitchcock, il s'agit au départ d'un « banal récit familial du digne et pudique Robert, transmué par l’écriture romanesque et productrice de symboles de son fils [qui] prend soudain les allures d’une fiction, d’un grand film au sens infini, sans fond, plein de mystères, qui laisse l’imagination galoper à son aise » pour aboutir à un film « époustouflant et modeste, et tout simplement déchirant ».

## Distinctions
Le film a obtenu le Grand Prix de la province autonome de Trente.